# Real Marcianise Calcio 2009-2010
Questa pagina raccoglie le informazioni riguardanti il Real Marcianise Calcio nelle competizioni ufficiali della stagione 2009-2010.

## Rosa
| N. |                   | Ruolo | Calciatore           |
| -- | ----------------- | ----- | -------------------- |
|    | Italia (bandiera) | C     | Gerado Alfano        |
|    | Italia (bandiera) | C     | Francesco Alvino     |
|    | Italia (bandiera) | D     | Michele Ciano        |
|    | Italia (bandiera) | C     | Michele D'Ambrosio   |
|    | Italia (bandiera) | D     | Luigi D'Apice        |
|    | Italia (bandiera) | C     | Matteo Della Ventura |
|    | Italia (bandiera) | C     | Bruno Di Napoli      |
|    | Italia (bandiera) | D     | Liberato Filosa      |
|    | Italia (bandiera) | P     | Ermanno Fumagalli    |
|    | Italia (bandiera) | A     | Salvatore Galizia    |
|    | Italia (bandiera) | C     | Gaetano Manco        |
|    | Italia (bandiera) | P     | Pasquale Mezzacapo   |

| N. |                   | Ruolo | Calciatore          |
| -- | ----------------- | ----- | ------------------- |
|    | Italia (bandiera) | C     | Andrea Montanari    |
|    | Italia (bandiera) | D     | Michele Murolo      |
|    | Italia (bandiera) | D     | Mario Orsi          |
|    | Italia (bandiera) | C     | Angelo Piscitelli   |
|    | Italia (bandiera) | D     | Gennaro Porpora     |
|    | Italia (bandiera) | A     | Gaetano Poziello    |
|    | Italia (bandiera) | C     | Alfredo Romano      |
|    | Italia (bandiera) | C     | Massimiliano Russo  |
|    | Italia (bandiera) | C     | Giuseppe Sorrentino |
|    | Italia (bandiera) | A     | Cosimo Tedesco      |
|    | Italia (bandiera) | D     | Giovanni Tomi       |